# Shah Rukh
Shāh Rukh Mīrzā (20 agosto 1377 – 13 marzo 1447) è stato un sovrano persiano dell'Impero timuride, di ascendenza paterna turco-mongola.
Muʿīn al-Dīn Shāh Rukh Mīrzā (in persiano شاه رخ ميرزا‎) fu il sovrano della parte orientale dell'Impero timuride dal 1405 fino alla sua morte, l'impero era stato fondato dal padre Tamerlano che aveva conquistato la Persia e la Transoxiana. Shāh Rukh era il quartogenito di Tamerlano e figlio di una delle sue mogli persiane.
Tamerlano lo nominò governatore del Khorasan e in questa veste agì per imporsi come successore del padre, dopo la morte di questi il 18 febbraio 1405 (17 shaʿbān 807).
Sostenne assai blandamente il successore designato, Pīr Muḥammad b. Jahāngīr e nel 1408/811 attaccò i governanti ribelli del Sīstān, distruggendo i loro sistemi d'irrigazione delle terre. Dopo la morte di Pīr Muḥammad nel 1407/809 e la deposizione del nipote K̲h̲alīl Sulṭān in Transoxiana, Shāh Rukh entrò a Samarcanda nella tarda primavera del 1409/811, installandovi il figlio Ulugh Beg in veste di governatore, preferendo tornare a Herāt, eletta sua capitale. 
Nella primavera del 1413/815, le sue truppe recuperarono la regione del Khwārazm, strappandolo all'Orda d'Oro.
Nel 1413/816 il figlio di ʿUmar Shaykh b. Tīmūr, Iskandar, assunse il titolo di Sultano nell'Iran sud-occidentale e fu affrontato e sconfitto da Shāh Rukh a Isfahan il 21 luglio 1414 (3 Jumada I 817). Gli altri figli di ʿUmar Shaykh furono anch'essi sgominati e al loro posto fu nominato governatore del Fārs un altro figlio di Shāh Rukh, Ibrāhīm Sulṭān. 

Nel biennio successivo attaccò Qandahar e il Kirmān, deponendo il governatore ribelle di Andijān, Aḥmad b. ʿUmar Shaykh.
Fu poi la volta di Qara Yūsuf Qara Qoyunlu, che s'era impadronito dell'Azerbaigian, le cui forze furono attaccate col probabile discreto sostegno degli Aq Qoyunlu.
Governò fino alla morte concedendo accortamente un buon margine di autonomia ai suoi governatori, decentrando intelligentemente la sua autorità. Apportò inoltre varie migliorie funzionali e architettoniche alle grandi città che dipendevano da lui: Merv, Balkh e Herat. Fu relativamente tollerante, a meno che qualcuno - fossero anche gli ʿulamāʾ - non lo contrastassero.
Gli succedette il figlio, Uluğ Bek, già reggente del regno da 40 anni.